# Ronald Reagan Presidential Library
Ronald Reagan Presidential Library – biblioteka prezydencka, instytucja pełniąca funkcję muzeum i archiwum dokumentów prezydenckich z okresu urzędowania Ronalda Reagana, jako 40. prezydenta Stanów Zjednoczonych. Jest to również miejsce pochówku prezydenta i pierwszej damy, Nancy Reagan.
Jest to największa pod względem powierzchni biblioteka prezydencka. Archiwa prezydenckie stanowią własność federalną, zarządzaną przez National Archives and Records Admistration (NARA). Biblioteka zawiera zbiory dokumentów okresu urzędowania Ronalda Reagana, jako prezydenta USA (lata 1981–1989), dokumenty związane z jego pracą, jako gubernatora Kalifornii (lata 1967–1975), kampanię prezydencką i materiały przejściowe z lat 1976, 1980 i 1984; oraz dokumenty i pamiątki ofiarowane przez osoby prywatne.
Znajduje się tu również stała ekspozycja poświęcona życiu Ronalda Reagana, a także pamiątki, takie jak samolot prezydencki Air Force One, czy fragment muru berlińskiego.

## Budynek i ceremonia otwarcia
Zaprojektowany przez Hugh Stubbins and Associates kompleks budynków składających się na bibliotekę, znajduje się w Simi Valley w Kalifornii, około 40 km na północny zachód od centrum Los Angeles.
Nowojorska firma architektoniczna Donovan/Green otrzymała zlecenie zaprojektowania wnętrz obiektu i przestrzeni wystawienniczych. Budowę rozpoczęto w 1988 roku, a oficjalne otwarcie nastąpiło 4 listopada 1991 roku.
W dniu otwarcia, była to największa pod względem zbiorów i powierzchni biblioteka prezydencka.
Ceremonia otwarcia, po raz pierwszy w historii Stanów Zjednoczonych, zgromadziła pięciu prezydentów Stanów Zjednoczonych w tym samym miejscu: Ronalda Reagana, Richarda Nixona, Geralda Forda, Jimmy’ego Cartera i George’a H,W. Busha. Uczestniczyło również sześć pierwszych dam, Nancy Reagan, Lady Bird Johnson, Pat Nixon, Betty Ford, Rosalynn Carter i Barbara Bush. Jedynie Jacqueline Kennedy Onassis nie była obecna, jako pierwsza dama, ale jej dzieci Caroline Kennedy Schlossberg i John F. Kennedy Jr. były obecne, wraz z Luci Johnson Turpin, młodszą córką prezydenta Lyndona B. Johnsona, a także potomkami Franklina D. Roosevelta.
Plany budowy biblioteki, obejmowały również miejsce na grobowiec prezydenta i jego żony.

## Zbiory
W muzeum znajdują się zmieniające się wystawy czasowe i wystawa stała, dotycząca życia prezydenta Ronalda Reagana. Wystawa stała, pokazuje dzieciństwo Ronalda Reagana w Dixon, w stanie Illinois, a następnie śledzi jego życie poprzez karierę filmową, służbę wojskową, małżeństwo z Nancy Davis Reagan i karierę polityczną. W galerii muzeum, znajduje się Ford Mustang z 1965 roku, którego Reagan używał podczas swojej pierwszej kampanii gubernatorskiej, a także biurko, z którego korzystał jako gubernator dysnu zKsalifornia. Wystawa przedstawia również jego kampanie prezydenckie z lat 1980 i 1984, garnitur który miał na sobie w dniu zaprzysiężenia na prezydenta, oraz stół z pokoju dowodzenia Białego Domu. Pokazywany jest również materiał filmowy z próby zamachu na życie prezydenta Regana w 1981 roku.
Jak w większości bibliotek prezydenckich, znajduje tam się również pełnowymiarowa replika Gabinetu Owalnego.

## Pogrzeb Ronalda Reagana
Po śmierci Ronalda Regana 5 czerwca 2004 r., jego trumna, została przewieziona karawanem do Ronald Reagan Presidential Library. Nabożeństwo żałobne odbyło się w holu biblioteki z udziałem Nancy Reagan, dzieci, bliskich krewnych i przyjaciół.
Od 7 do 9 czerwca 2004 trumna Ronalda Reagana spoczywała w holu biblioteki, następnie została przewieziona do Waszyngtonu. Po oficjalnych uroczystościach pogrzebowych w Katedrze Narodowej w Waszyngtonie, trumna Reagana została przywieziona z powrotem do biblioteki w Kalifornii.
Ronald Reagan został pochowany 12 czerwca 2004 r.
6 marca 2016 roku, wdowa po Ronaldzie Reaganie, Nancy Reagan, zmarła w wieku 94 lat. Po pogrzebie została pochowana obok męża.

## Galeria

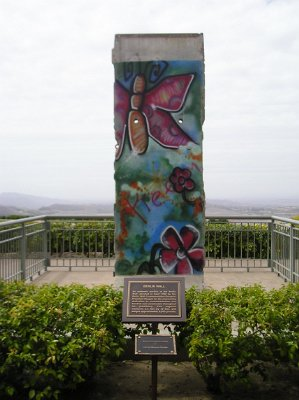
Fragment muru berlińskiego.
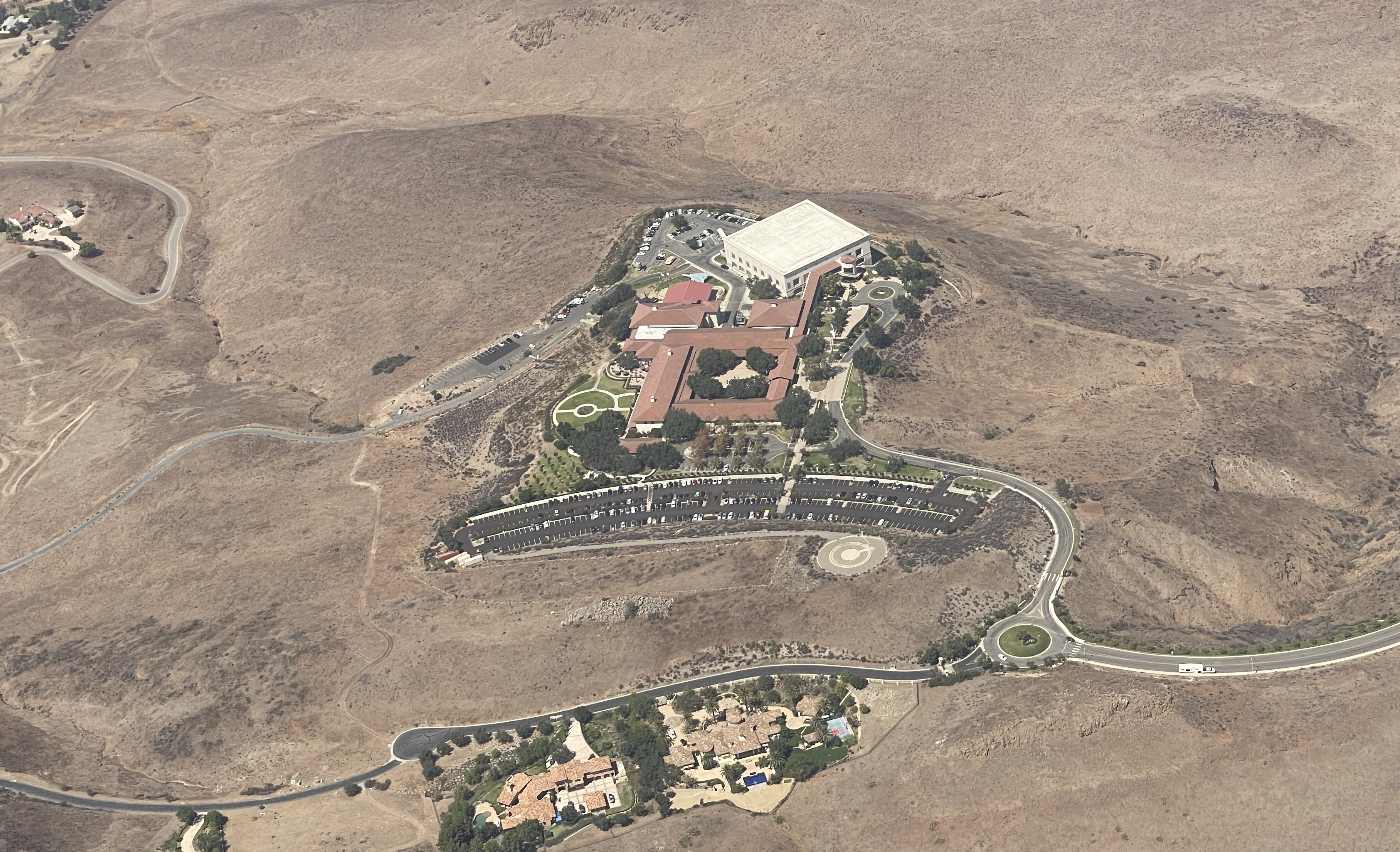
Widok z lotu ptaka na Ronalda Reagan Presidential Library w Simi Valley w Kalifornii (2021 r.).
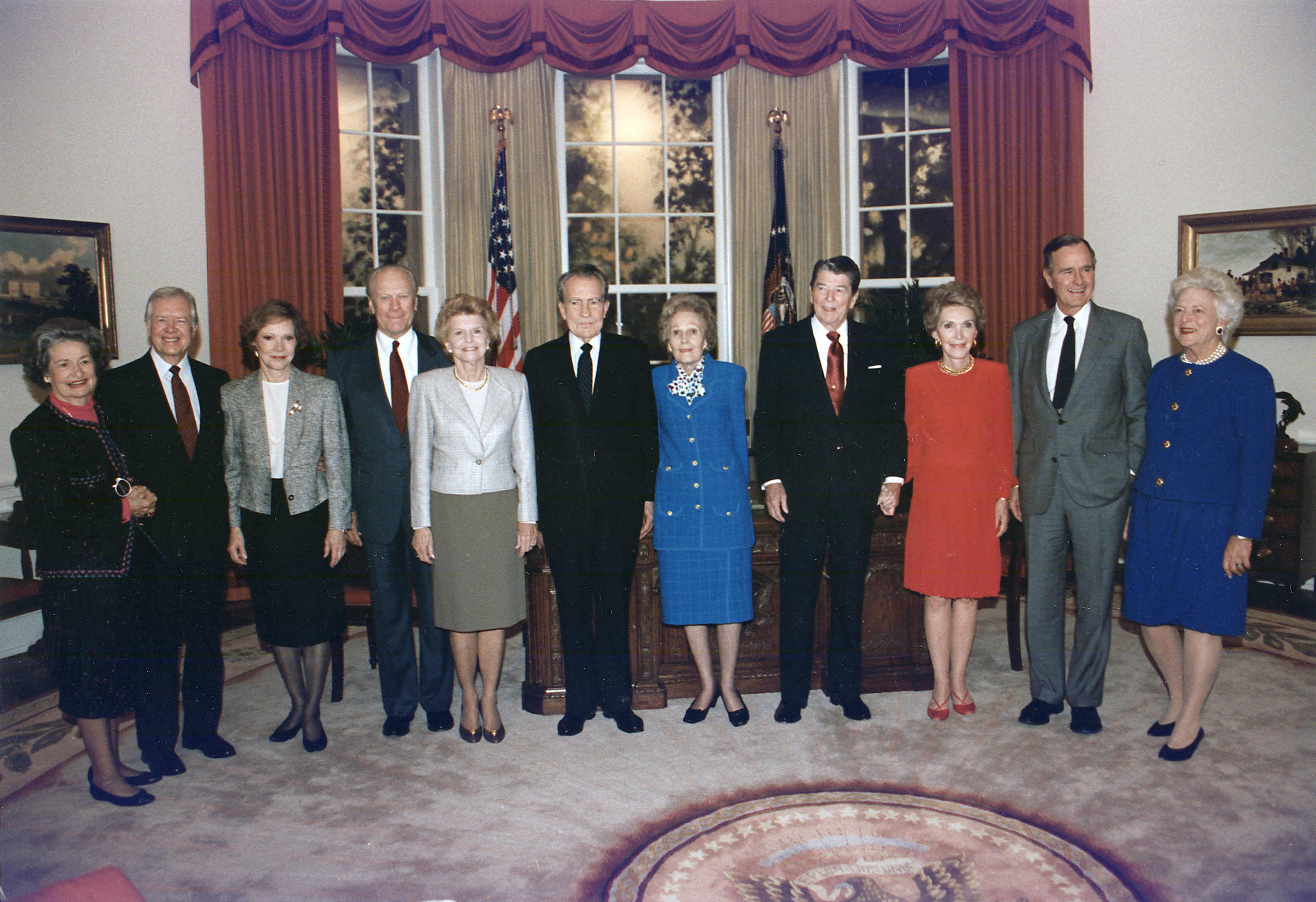
Prezydenci USA i Pierwsze Damy na otwarciu prezydenckiej biblioteki: Lady Bird Johnson, Jimmy Carter, Rosalynn Carter, Gerald Ford, Betty Ford, Richard Nixon, Pat Nixon, Ronald Reagan, Nancy Reagan, George H.W. Bush i Barbara Bush.
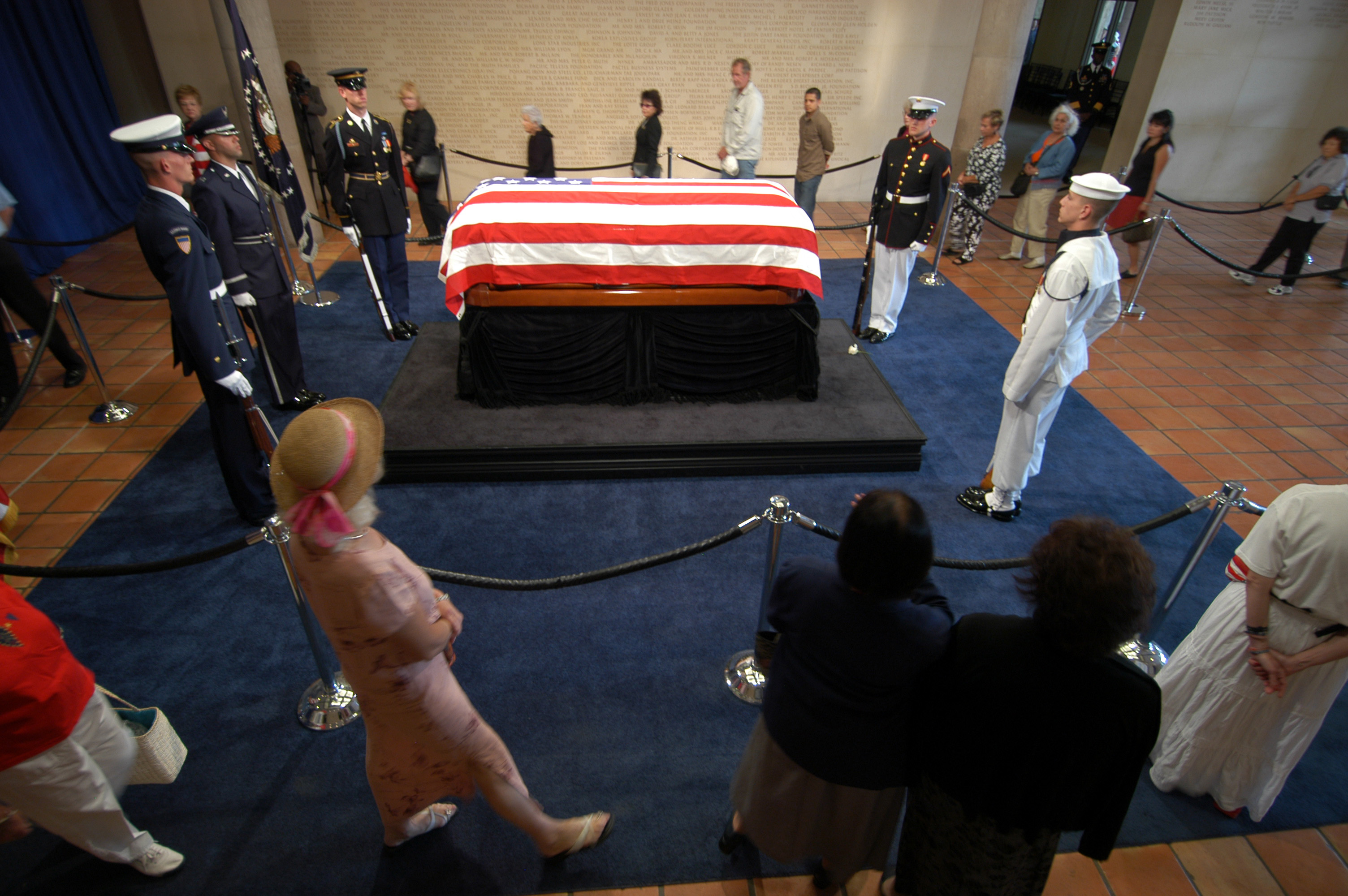
Trumna Ronalda Reagana spoczywająca w holu biblioteki, 7 czerwca 2004 r.
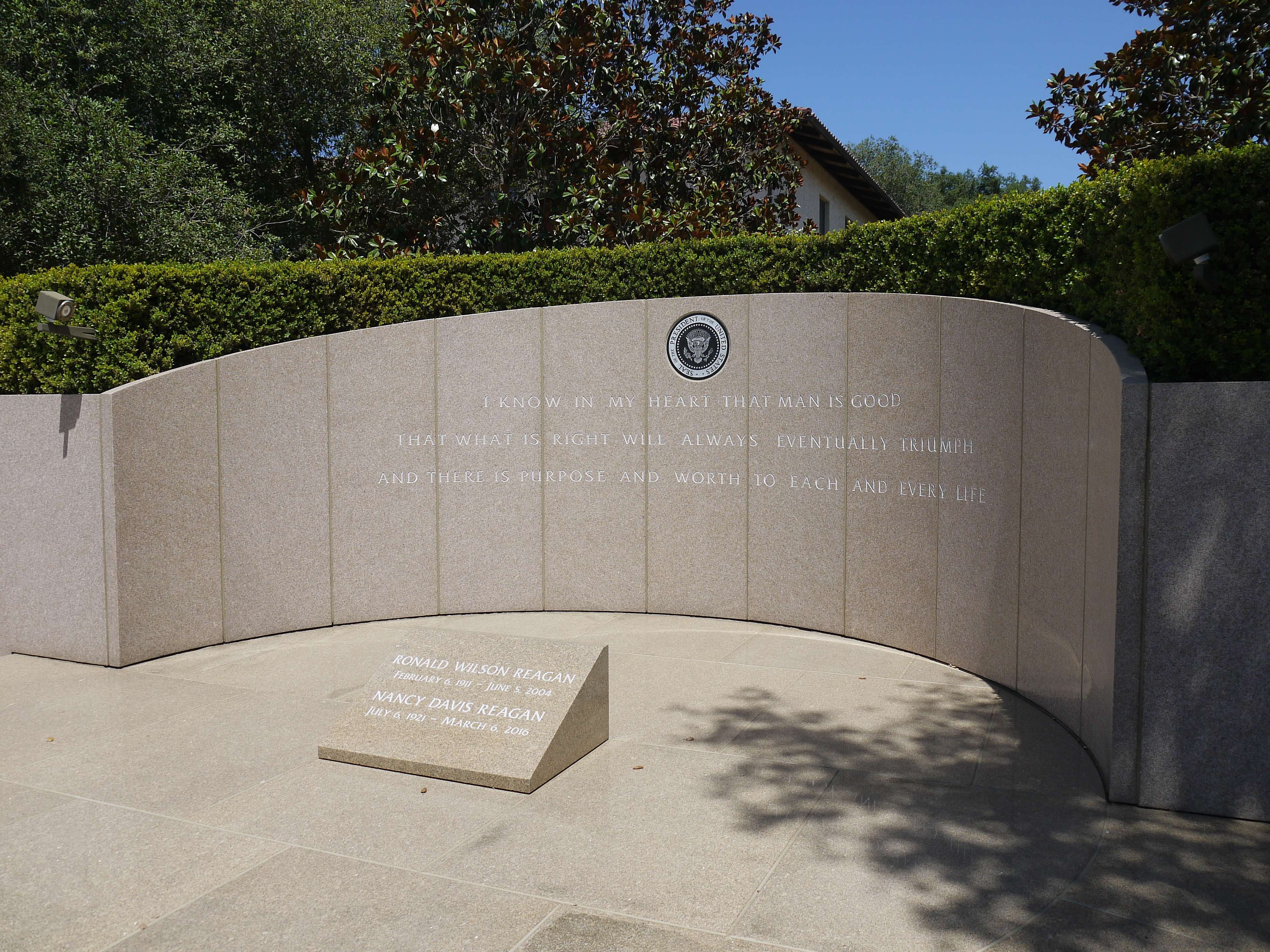
Grobowiec Ronalda Reagana i Nancy Reagan na terenie biblioteki prezydenckiej.